# Оттепель (фильм)
«Оттепель» (англ. The Thaw) — американский научно-фантастический фильм ужасов 2009 года, режиссёра Марка А. Льюиса.

## Сюжет
Известный биолог занимается изучением арктической фауны. Однажды он приглашает на арктическую базу четырёх студентов. Передумав, он решает пригласить туда только трёх студентов и в обязательном порядке свою дочь, Эвелин.
Таким образом Эвелин, Линн, Фредди, Этан и пилот Бенни собираются лететь в Арктику. В последний момент Бенни сообщает Эвелин о том, что отец неожиданно изменил своё мнение и запрещает ей лететь, однако девушка не слушается и, вопреки запрету отца, улетает с остальными на вертолёте. Когда им удаётся добраться до базы, они обнаруживают, что там никого нет.

## Актёры
- Марта Макайзек — Эвелин, дочь доктора Круйпина[1]
- Аарон Эшмор — Атом, студент и любовный интерес Эвелин[2]
- Кайл Шмид — Федерико, студент с тяжёлой фобией насекомых[1]
- Стеф Сонг — Линг, умная, уверенная ученица, которая пытается развеять слухи о её распущенности[1]
- Вэл Килмер — доктор Круйпен, лидер экспедиции
- Вив Ликок — Барт, пилот вертолёта и друг доктора Круйпена
- Энн Мари Делуис — Джейн
- Джон Кэлландер — Эдвард, помощник доктора Круйпена
- Ламех Кадлу — Нути, помощник доктора Круйпена
- Себастьян Гаки — Чад, друг Эвелин
- Алехандро Рей — Роб, помощник Барта